# Уоллис, Джеймс
Джеймс Уоллис (англ. James G. Wallis; 20 июля 1873, Kings Norton, Вустершир — 16 мая 1919, Глазго) — британский регбист, серебряный призёр летних Олимпийских игр 1900.
На Играх Уоллис входил в сборную Великобритании, которая в единственном матче проиграла Франции со счётом 21:8, получив серебряные медали.